# Slag bij Großbeeren

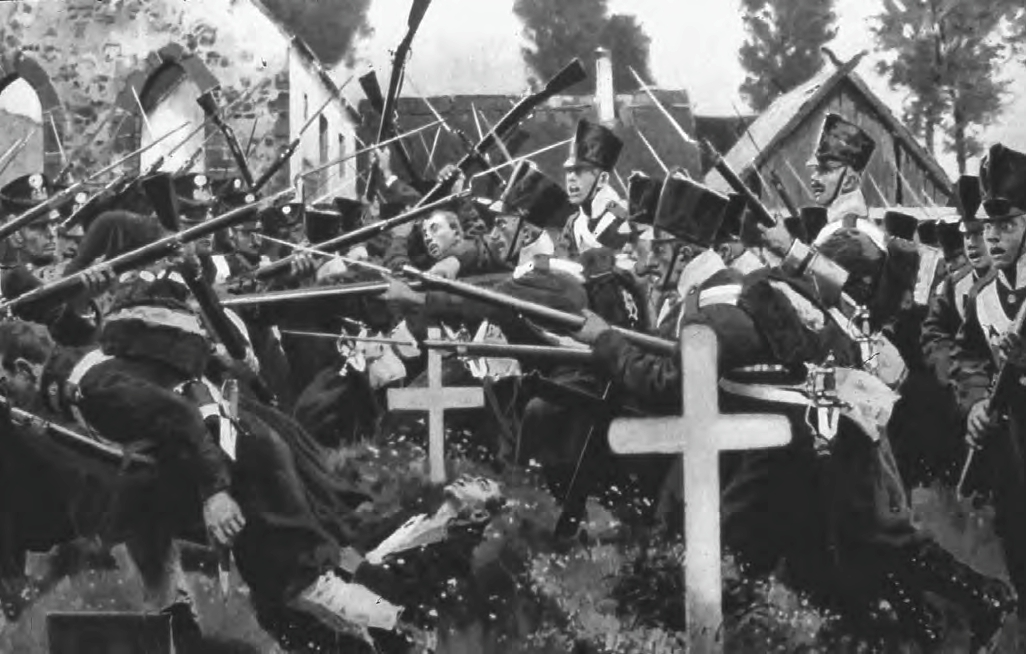
Bajonettengevecht in de slag bij Grossbeeren

De Slag bij Großbeeren (23 augustus 1813) was een veldslag in de herfstcampagne van 1813 tijdens de napoleontische oorlogen die tot de Slag bij Leipzig leidde. Het werd een geallieerde overwinning.

## Herfstcampagne
Aan het begin van de herfstcampagne telde het Franse veldleger in Saksen en Silezië in totaal ongeveer 400.000 man. Dit leger bestond voor het grootste deel uit rekruten uit het Eerste Franse Keizerrijk, ongeveer 90.000 man van de Duitse Rijnbond, een groot contingent Polen en verschillende kleine contingenten uit andere staten. Het geallieerde veldleger telde ongeveer 500.000 man. De Russen hadden het grootste contingent, gevolgd door de Pruisen en de Oostenrijkers. Verder was er een korps Zweden, en verschillende kleine contingenten uit andere staten. 
De Fransen hadden het voordeel van een centrale positie, en van grote voorraden in verschillende vestingen. Het geallieerde veldleger was verdeeld in drie legers. De drie geallieerde legers stonden onder het bevel van de Pruisische maarschalk Blücher, de kroonprins van Zweden (de vroegere Franse maarschalk Bernadotte) en de Oostenrijkse maarschalk Schwarzenberg. Door zijn centrale positie kon Napoleon elk geallieerd leger individueel aanvallen met een overmacht, terwijl hij de andere twee legers met minder troepen op een afstand hield. De strategie van de geallieerden bestond uit het ontwijken van confrontaties met Napoleon, maar aan te sturen op gevechten met zijn maarschalken, mits de geallieerden een overmacht hadden. Pas als de drie geallieerde legers samengevoegd waren mocht er slag geleverd worden met de hoofdmacht onder Napoleon in eigen persoon.

## Aanloop naar de slag
Napoleon marcheerde met 130.000 man richting het geallieerde leger van Silezië (95.000 man) onder maarschalk Blücher. Hij liet maarschalk Oudinot met een leger van 70.000 man opmarcheren richting Berlijn. Blücher trok zich conform de geallieerde strategie terug en de twee andere geallieerde legers naderden. Het geallieerde leger van het Noorden was 107.000 man sterk. Napoleon had de sterkte van dit leger onderschat: Oudinot had geen schijn van kans. Oudinot's leger was verdeeld in drie marscolonnes en was niet in slagformatie opgesteld. 

## Slag bij Großbeeren

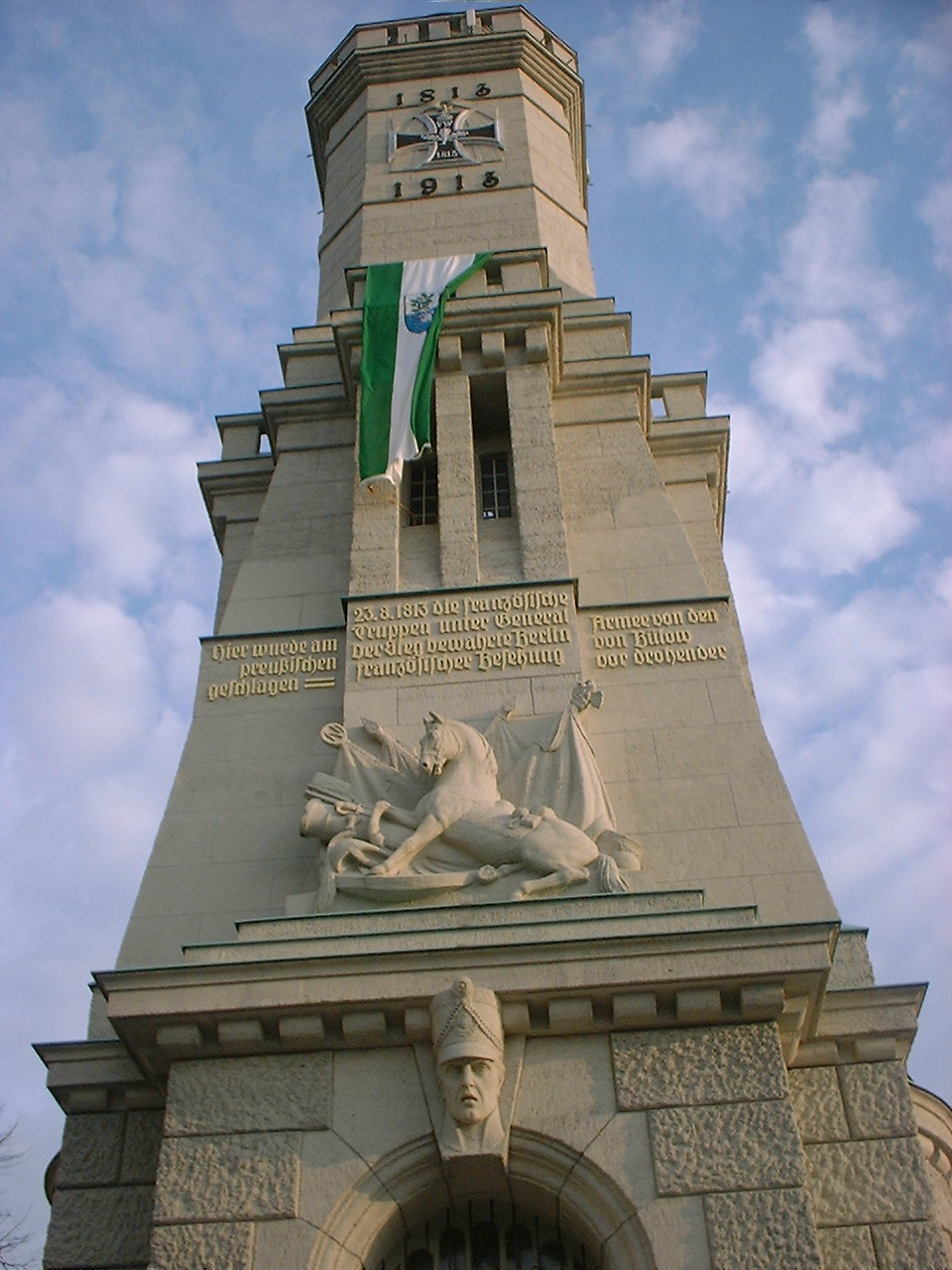
Gedenktoren in Großbeeren

's Morgens stuitte generaal Bertrand's korps op een Pruisische militiedivisie bij Blankenfelde. De Pruisen trokken zich terug in het nabijgelegen bos. Bertrand had 20.000 man en de Pruisen 13.000. Bertrand kon zijn mannen niet allemaal inzetten want hij kreeg de Pruisen niet uit het bos. Na een gevecht van een paar uur trokken de Fransen zich terug. Beide zijden verloren ongeveer 200 man.
Generaal Reyniers korps naderde Großbeeren. Hij werd hier opgewacht door vier Pruisische kanonnen en drie bataljons. Na een kanonnade en een stormloop werden de Pruisen verdreven. Reynier dacht dat de slag over was en beval om het kamp op te slaan. Maar toen begon de slag pas. Generaal Bülows Pruisische korps bombardeerde het kamp en viel de Fransen frontaal aan. Reynier's Saksische divisie onder generaal Sähr verdedigde zich hardnekkig, maar de overmacht was te groot. Reynier zond de divisies Durutte en Lecoq nog ter versterking maar de vluchtende Saksen tastten het Franse moreel te veel aan. Reynier trok terug. 
Bülow op zijn beurt dacht dat de slag over was en sloeg zijn kamp op. Toen werd hij 's avonds verrast door de derde Franse marscolonne. De voorhoede viel de Pruisen aan en in een nachtelijk cavaleriegevecht werd de onervaren Franse cavalerie verslagen. Deze trokken terug, 100 gevangenen achterlatend. In totaal verloren de Fransen 4000 man en de Pruisen 1000. 
De slag was qua slachtoffers geen grote slag. Maar voor de Pruisen in het bijzonder was het de eerste overwinning sinds 1807.